# Dream Hotel
Dream Hotel (Das Traumhotel) è una serie televisiva austro-tedesca andata in onda dal 16 aprile 2004 al 31 ottobre 2014 su ORF 2. Il tema musicale principale è il brano Fly Away di Alexander Klaws.
In italiano sono stati trasmessi undici episodi in ordine sparso a partire dal 19 giugno 2007 su Canale 5, spostando negli anni la messa in onda su altri canali del circuito Mediaset, come Rete 4 e Iris. Dal 6 giugno 2015 gli episodi già trasmessi, a esclusione del 15, sono andati in onda in ordine su Rai 2 terminando l'8 agosto. Sempre su Rai 2, dal 30 maggio al 13 giugno 2017 vengono mandati in onda gli episodi inediti per il canale, compreso il 15. Gli episodi vengono replicati annualmente sempre su Rai 2 durante la stagione estiva.

## Trama
Dorothea von Siethoff ha fondato il gruppo alberghiero Siethoff, che ha gestito finché non ha deciso di passare le redini dell'amministrazione al nipote Markus Winter, padre di Leonie. In ogni episodio Markus visita un hotel Siethoff in giro per il mondo e rimane coinvolto nelle storie del personale e degli ospiti.

## Episodi
| Stagione       | Episodi | Prima TV Germania | Prima TV Italia |
| -------------- | ------- | ----------------- | --------------- |
| Prima stagione | 20      | 2004-2014         | 2007-2017       |